# Raïssa Nasser
Pour les articles homonymes, voir Nasser (nom).
Raïssa Nasser (née le 19 août 1994) est une joueuse camerounaise de volley-ball féminin. Elle est membre de l'équipe du Cameroun de volley-ball féminin. 
Elle fait partie de l'équipe nationale du Cameroun aux Jeux olympiques de 2016 à Rio de Janeiro,. Elle remporte la médaille d'or lors du Championnat d'Afrique de volley-ball féminin 2017 ainsi qu'au au Championnat d'Afrique féminin de volley-ball 2019.

## Carrière en clubs
- La Rochelle (2015-2016)
- Bordeaux-Mérignac

## Palmarès
- Médaille d'or au Championnat d'Afrique de volley-ball féminin 2017
  - Meilleure libéro de cette 18e édition de la Can en 2017.
- Médaille d'or au Championnat d'Afrique de volley-ball féminin 2019
  - Meilleure libéro de cette 19e édition de la Can en 2019[5].